# Nibork Drugi
Nibork Drugi – wieś w Polsce położona w województwie warmińsko-mazurskim, w powiecie nidzickim, w gminie Nidzica.
W latach 1975–1998 miejscowość administracyjnie należała do województwa olsztyńskiego.
Zobacz też: Nibork